# 조숭조
조숭조(趙崇祖, 1486년 8월 8일 - 1559년 5월 27일)은 조선 중기의 문신이다. 음서로 관직에 올라 예빈시 부정에 이르렀다. 자(字)는 경숙(敬叔)이고, 정암 조광조의 친동생이다. 형인 조광조가 기묘사화로 사사되자 형 조광조의 시신을 수습하였다.

## 생애
조선의 개국공신 조온(趙溫)의 4대손으로, 그는 이성계의 서조카였다. 조온은 개국공신으로 한천부원군(漢川府院君)으로 책봉되었으며 시호는 양절(良節)이다. 증조부 조육(趙育)은 의영고사(義盈庫使)를 지내고 사후 이조참판(吏曹參判)으로 증직되었다. 할아버지 조충손(趙衷孫)을은 성균관사예(成均館司藝)에 이르렀고 사후 이조참판(吏曹參判)으로 증직 되었고 뒤에 예조판서에 추증 되었다. 아버지 조원강(趙元綱)은 사헌부감찰(司憲府監察)에 이르렀고 사후 이조참판(吏曹參判)에 중직되었으며, 어머니는 여흥민씨(驪興閔氏)로 현감(縣監) 민의(閔誼)의 딸이다. 1486년 8월 8일에 태어났다. 친형은 정암 조광조였다.
어려서부터 무게가 있게 행동하고 함부로 자신보다 낮은 사람을 희롱하지 아니하였으며 근검절약하였다. 1501년(연산군 6년) 그의 나이 15세 되던 해에 아버지 조원강을 여의고 얼마 뒤 어머니 여흥민씨를 여의었다. 어린 나이에 부모를 모두 여의었으나 예를 다하였고, 좌절하지 않고 스스로 수신하고 조심하여 가풍(家風)을 따르셨다. 그 뒤 음서로 출사하여 경기전참봉에 보임되었다. 그로나 1519년(중종 14년) 형인 정암(靜菴) 조광조가 훈구파 및 남곤, 김전 등 온건 사림파의 공격을 받고 실각, 유배지에서 사약을 받으시니 곧 벼슬을 버리고 통곡하였다. 사람들은 모두 염려 하였으나 그는 이를 듣지 않고 드디어 가서 형 조광조의 시신을 감싼 늘(시신을 감싼 나무판자)을 잡고 돌아오셨다.
그 뒤 사림파의 잔당으로 몰려 불이익을 받았지만 계속 출사하여 벼슬이 전설서봉사, 장악원직장, 사헌부감찰, 장례원사평 을 거쳐 한성부판관으로 나갔다가 다시 광주판관(光州判官)으로 부임하였다. 그 뒤 기간이 차서 돌아와서 장례원사의와 가산군수(郡守)로 봉직 중 신병 때문에 사직하였다. 그 뒤 잠시동안 도총부경력, 상의원 첨정을 거쳐 외직으로 나가 숙천(肅川)부사와 평산(平山)부사를 역임하였다. 특히 평산부사로 재직 중 평산의 지역 유지들이 관곡을 빌려가고 갚지 않고 횡포를 부리자, 이를 징수하는 과정에서도리어 그가 세금을 가혹하게 거둔다며 조정에 상소, 그를 역으로 해코자 하자 그는 그 중 가장 악한 놈을 가려내어 조정에 알린 뒤 엄하게 다스리게하니 이후 평산지역의 모든 토호(土豪)들이 굴복하였다.
그 뒤 원주목사(原州牧使)로 부임하였으나 재직 중 질병으로 인하여 사직하고 물러났다. 그러나 뒤에 다시 여러 차례 천거되어 예빈시부정 (禮賓寺副正)에 이르렀다. 예빈시 부정으로 재직 중 1559년 5월 27일 병으로 사망하였다. 당시 향년 74세였다. 40년간 관료생활을 하였으나 사치하지 않았고, 청렴하였으며 스스로 가업(家業)을 경영하지 아니하고 녹봉으로 취반(炊飯)하였으니 사망 당시 주머니에 쓸만한 물건이 없었다. 사후 용인현 구흥리 묘좌 유향 (酉向)에 장례를 모셨다.

## 가족 관계
- 고조부: 조온(趙溫, 1347년 ~ 1417년, 시호는 양절공(良節公)
- 고조모: 전주 이씨(全州李氏, 태조 이성계의 조카딸)
  - 증조부 : 조육(趙育)
  - 증조모 : 용인 이씨
    - 조부 : 조충손(趙衷孫)
    - 조모 : 의령 남씨
      - 아버지 : 조원강(趙元綱)
      - 어머니 : 여흥 민씨
        - 형님 : 조영조
        - 형님 : 조광조(趙光祖)
        - 부인 : 상주김씨(尙州金氏, 1491년 - 1564년), 목사(牧使) 김사원(金士元)의 딸 - 4남 4녀
          - 아들 : 조희윤(趙希尹)
          - 아들 : 조희설(趙希設)
          - 아들 : 조희안(趙希顔)
          - 아들 : 조희맹(趙希孟)

## 평가
그는 평소 외모가 흐트러짐 업이 단정하였고 엄하였으며 기국(器局)과 도량이 크고 심지가 굳세며 형인 정암 조광조의 정의(正義)를 본받아서 집에서 우애하고 공직생활에 있어서는 있어서는 청렴하고 사람을 접대 함에 조처(措處)가 각각(各各) 마땅함 을 얻어서 벼슬이 3품에 이르렀으나 편법이나 지름길을 밟지 아니하여 임지에서는 공정하게 일처리를 하여 아전과 백성 들이 오래도록 그를 생각하였다.

## 같이 보기
- 기묘사화
- 신사무옥
- 조광조
- 김식
- 김굉필
- 유숭조
- 김정